# Danah boyd
danah boyd (escrito con minúsculas, 24 de noviembre de 1977, como Danah Michele Mattas) es una académica de la tecnología y los medios sociales. Es una de las principales investigadoras de Microsoft Research, fundadora y presidenta del Data & Society Research Institute, y profesora visitante en la Universidad de Nueva York.

## Primeros años
boyd creció en Lancaster, Pensilvania y Altoona, Pensilvania, donde asistió a la Manheim Township High School de 1992 a 1996. Según su sitio web, su nombre de nacimiento es Danah Michele Mattas. Una vez comenzó la universidad, eligió usar el nombre de su abuelo materno, boyd, como su propio apellido. Decidió escribir su nombre en minúsculas “para reflejar el equilibrio original de mi madre y para satisfacer mi irritación política por la importancia de la capitalización.”
Después de que sus padres se divorciaron en 1982, se mudó a York, Pensilvania, con su madre y su hermano. Su madre contrajo nupcias nuevamente cuando danah estaba en tercer grado y la familia se mudó a Lancaster, Pensilvania. Usaba los foros de discusión en Internet como una forma de escapar de la preparatoria. Llamaba a Lancaster una “ciudad religiosa y conservadora”. Habiendo tenido discusiones en línea sobre el tema, decidió comenzar a identificarse como queer.
Unos años más tarde, su hermano le enseñó cómo utilizar IRC y Usenet. Incluso cuando en esa época pensaba que las computadoras eran 'aburridas', las posibilidades para conectar con otros le intrigó. Se convirtió en una ávida participante de Usenet e IRC en su tercer año de secundaria, pasando mucho tiempo navegando, creando contenido y conversando con extraños.
A pesar de estar activa en muchas actividades extracurriculares y sobresalir académicamente, boyd tuvo un momento difícil socialmente en la escuela secundaria. Ella atribuye “su supervivencia a su madre, Internet y un compañero de clase cuyos comentarios misóginos la inspiraron a sobresalir.”
Su ambición inicial era convertirse en astronauta pero después de una lesión, se interesó más en el Internet.

## Educación

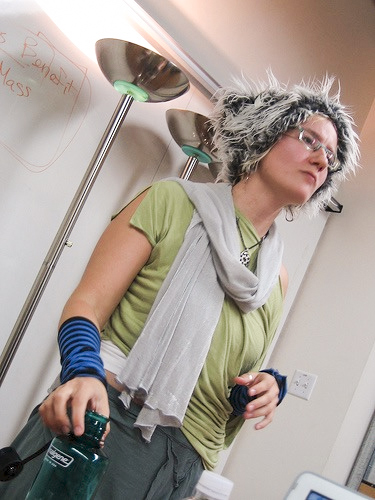
danah boyd en 2005, como ponente en la conferencia de Identidad Digital en Chicago.

boyd inicialmente estudió Ciencias de la computación en la Universidad Brown, donde trabajó con Andries van Dam y escribió su tesis de grado sobre cómo los “sistemas 3-D de computadora utilizan señales que eran intrínsecamente sexistas.” Cursó su maestría en medios sociales con Judith Donath en el MIT Media Lab. Trabajó para la organización activista V-Day con sede en Nueva York, primero como voluntaria (comenzando en 2004) y luego como personal pagado (2007-2009). Finalmente se mudó a San Francisco, donde conoció a las personas involucradas en la creación del nuevo servicio Friendster. Ella documentaba lo que estaba observando a través de su blog y esto se convirtió en una carrera.
En 2008, boyd obtuvo un Ph.D. en la Escuela de Información de la Universidad de California en Berkeley, con Peter Lyman (1940–2007) y Mizuko Ito (alias Mimi Ito) como asesores. Su disertación, Taken Out of Context: American Teen Sociality in Networked Publics, se centró en el uso de grandes sitios de redes sociales como Facebook y MySpace por adolescentes de EE. UU., y fue blogueado en Boing Boing.
Durante el año académico 2006–2007, boyd fue becaria en el Annenberg Center for Communication de la Universidad del Sur de California. Ha sido becaria desde hace mucho tiempo en el Berkman Center for Internet & Society de la Universidad de Harvard, donde codirigió la Fuerza de Tareas Técnica de Seguridad de Internet, y luego sirvió en el Grupo de Trabajo de Política Juvenil y de Medios.

## Carrera

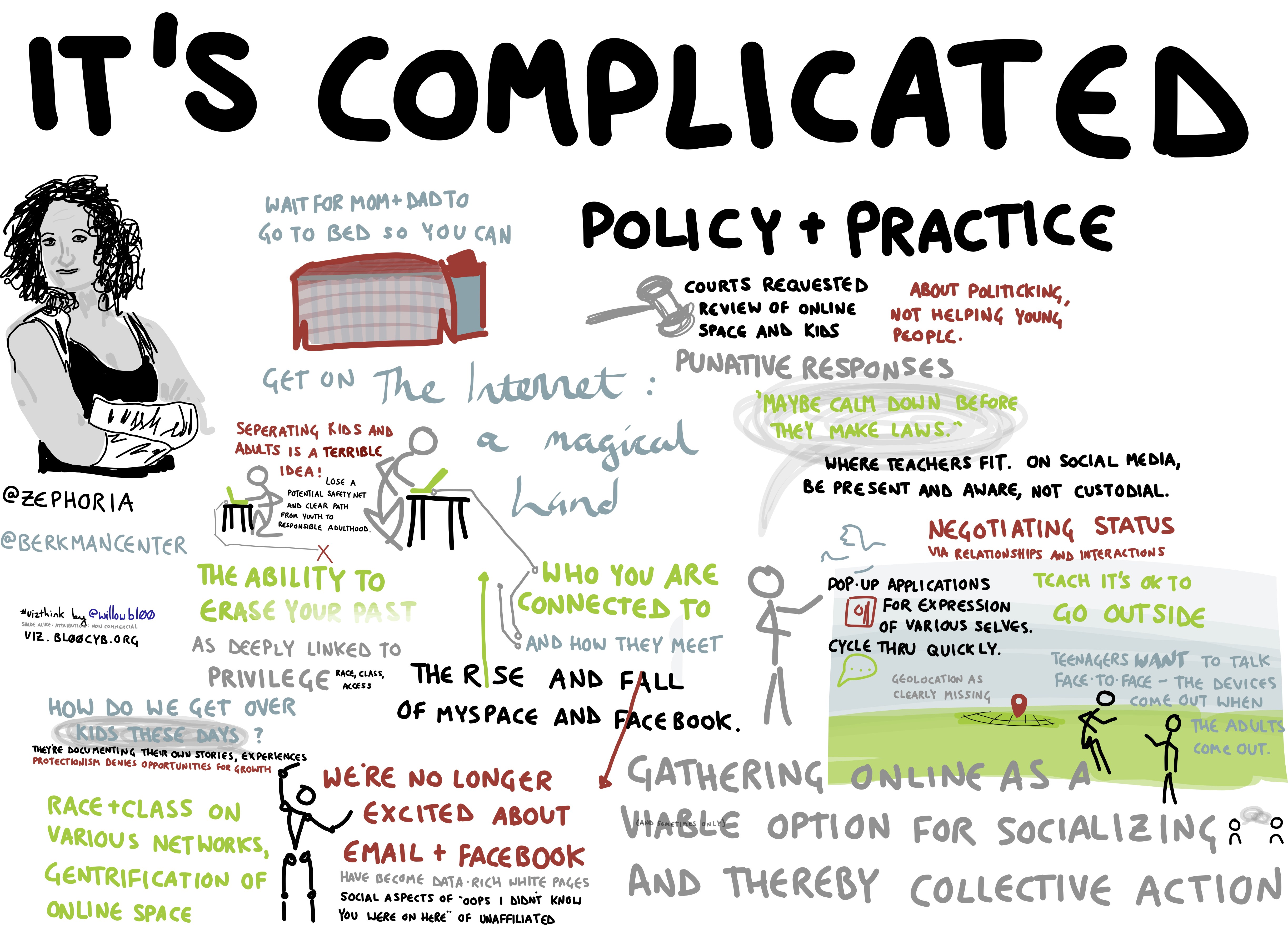
Visualización de una de las conferencias de boyd, por Willow Brugh

Mientras estaba cursando el postgrado, participó en un proyecto etnográfico de tres años financiado por la Fundación MacArthur y dirigido por Mimi Ito; la investigación examinó el uso de tecnologías por parte de los jóvenes a través de entrevistas, grupos focales, observaciones y análisis de documentos. Sus publicaciones incluyen un artículo en MacArthur Foundation Series on Digital Learning, Identity Volume llamado “Why Youth (Heart) Social Network Sites: The Role of Networked Publics in Teenage Social Life.” El artículo se centra en las implicaciones de las redes sociales para la identidad juvenil. El proyecto culminó con un libro, con boyd como coautora, “Hanging Out, Messing Around, y Geeking Out: Kids Living and Learning with New Media”.
Publicó una investigación no tradicional sobre los jóvenes que usan Facebook y MySpace en 2007. Demostró que la mayoría de los usuarios jóvenes de Facebook eran blancos y de clase media a alta, mientras que los usuarios de MySpace tendían a ser adolescentes negros de clase baja. Su trabajo a menudo se traduce y retransmite en los principales medios. Además de bloguear en su propio sitio, aborda los problemas del uso de la juventud y la tecnología en el blog DMLcentral. boyd ha escrito artículos académicos y artículos de opinión sobre cultura en línea.
Su carrera como becaria en el Berkman Center de Harvard comenzó en 2007. En enero de 2009, boyd se unió a Microsoft Research de Nueva Inglaterra, en Cambridge, Massachusetts, como investigadora de medios sociales.
En 2013, boyd fundó el Data & Society Research Institute para abordar los problemas sociales, técnicos, éticos, legales y de políticas que surgen del desarrollo tecnológico centrado en los datos.
A principios de 2014, Boyd publicó su libro It's Complicated: The Social Lives of Networked Teens en Yale University Press. En 2015, Henry Jenkins, Mimi Ito, y boyd publicaron el texto Participatory Culture in a Networked Era en Polity Press. Fue entrevistada en el documental web 2015 sobre privacidad en Internet, Do Not Track.
Actualmente, boyd es presidenta de Data & Society, es investigadora principal en Microsoft Research y profesora visitante en la Universidad de Nueva York. También es miembro de la junta directiva de Crisis Text Line (desde 2012), como fideicomisaria del Museo Nacional de los Indígenas Americanos, en la junta del Consejo de Investigación de Ciencias Sociales y en la junta de asesores del Centro de Información de Privacidad Electrónica (EPIC). boyd se centra actualmente en preguntas de investigación relacionadas con “big data” e Inteligencia Artificial, sesgo y manipulación de datos, y cómo la tecnología le da forma a la desigualdad.

## Reconocimientos y premios
En 2009 la revista Fast Company nombró a boyd como una de las mujeres más influyentes en tecnología. En mayo de 2010, recibió el Premio de Sociología Pública por parte de la sección de Comunicación y Tecnologías de la Información (CITASA) de la American Sociological Association. También en 2010, la revista Fortune le nombró la académica más inteligente en el campo de tecnología y "la experta más importante sobre cómo los jóvenes utilizan el Internet." En 2010, boyd estuvo incluida en la lista top TR35 de los principales innovadores de menos de 35 años. También, en 2011, fue parte del Young Dirigente Global del Foro Económico Mundial.
boyd ha hablado en muchos conferencias académicas, incluyendo SIGIR, SIGGRAPH, CHI, Etechm Personal Democracy Forum, Strata Data y la reunión anual de AAAS. Dio las conferencias magistrales en SXSWi 2010 y WWW 2010, discutiendo privacidad, publicidad y big data. También apareció en el documental de PBS Frontline de 2008 Growing Up Online, en el que hace comentarios sobre juventud y tecnología. En 2015, dio la conferencia de Everett Parker. En 2017, boyd pronunció un discurso titulado “Tus datos están siendo manipulados” en la Conferencia de datos de estratos de 2017, presentada por O'Reilly y Cloudera, en la ciudad de Nueva York. En marzo de 2018, dio una conferencia de provocación titulada “¿Qué hemos forjado?” en SXSW EDU 2018 y otra conferencia principal titulada “Hackear Big Data” en la Universidad de Texas en Austin, que trata sobre sistemas algorítmicos y basados en datos.
La revista Foreign Policy
nombró a boyd como parte del Top 100 de los pensadores globales en 2012 “por mostrarnos que Big Data no es necesariamente una mejor información”.

## Vida personal
Tiene “atracción por personas de géneros diferentes”, pero se identifica como queer en vez de lesbiana o bisexual. Al respecto, señaló: “Atribuyo mi comodidad con mi sexualidad a las largas noches en el bachillerato discutiendo el tema en el IRC." Tiene tres niños con su pareja Gilad Lotan, un científico de la computación israelí.[cita requerida]